# Llista de peixos de Croàcia

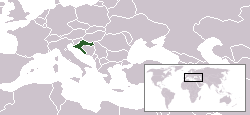
Localització de Croàcia a Europa

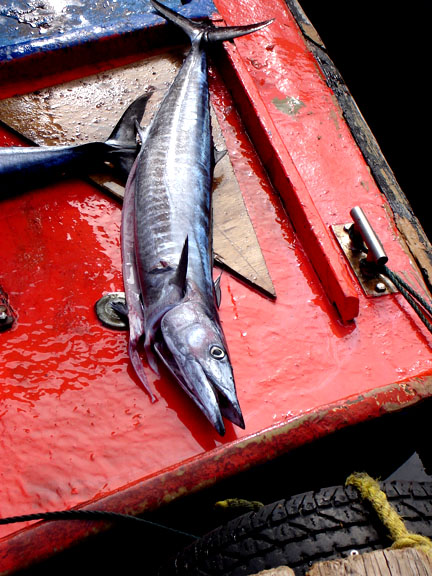
Acanthocybium solandri

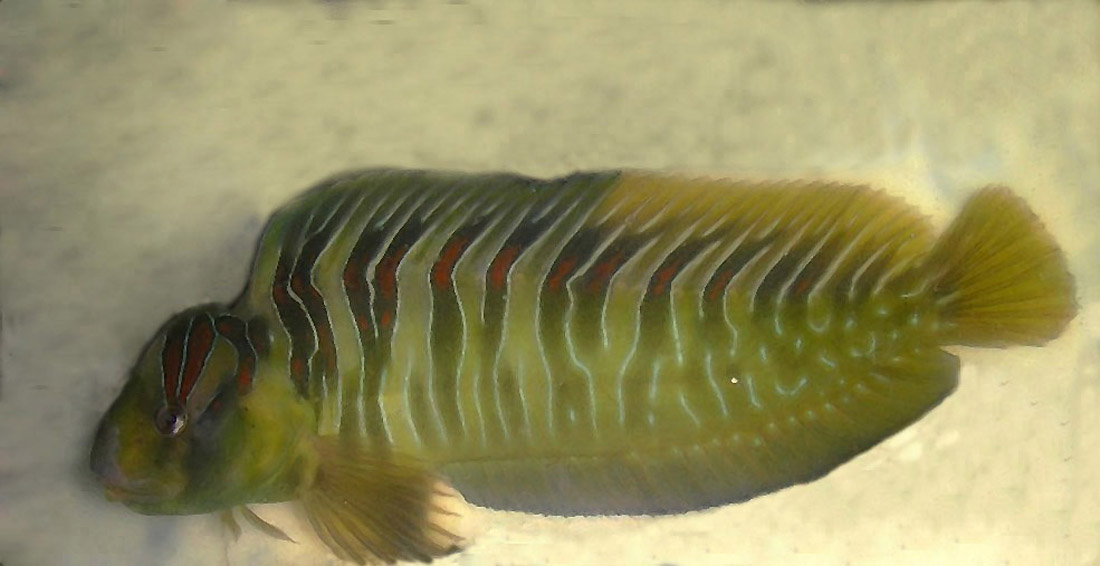
Salaria basilisca

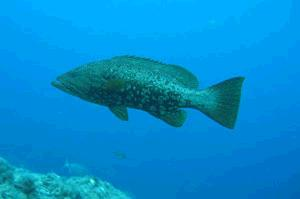
Anfós jueu (Mycteroperca rubra)

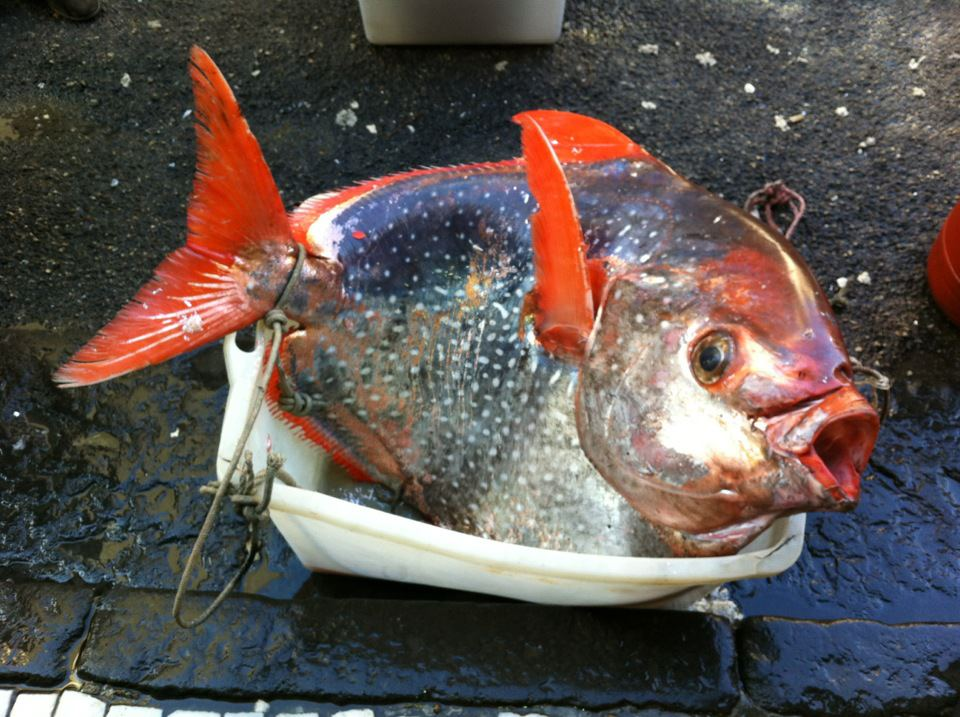
Lampris guttatus

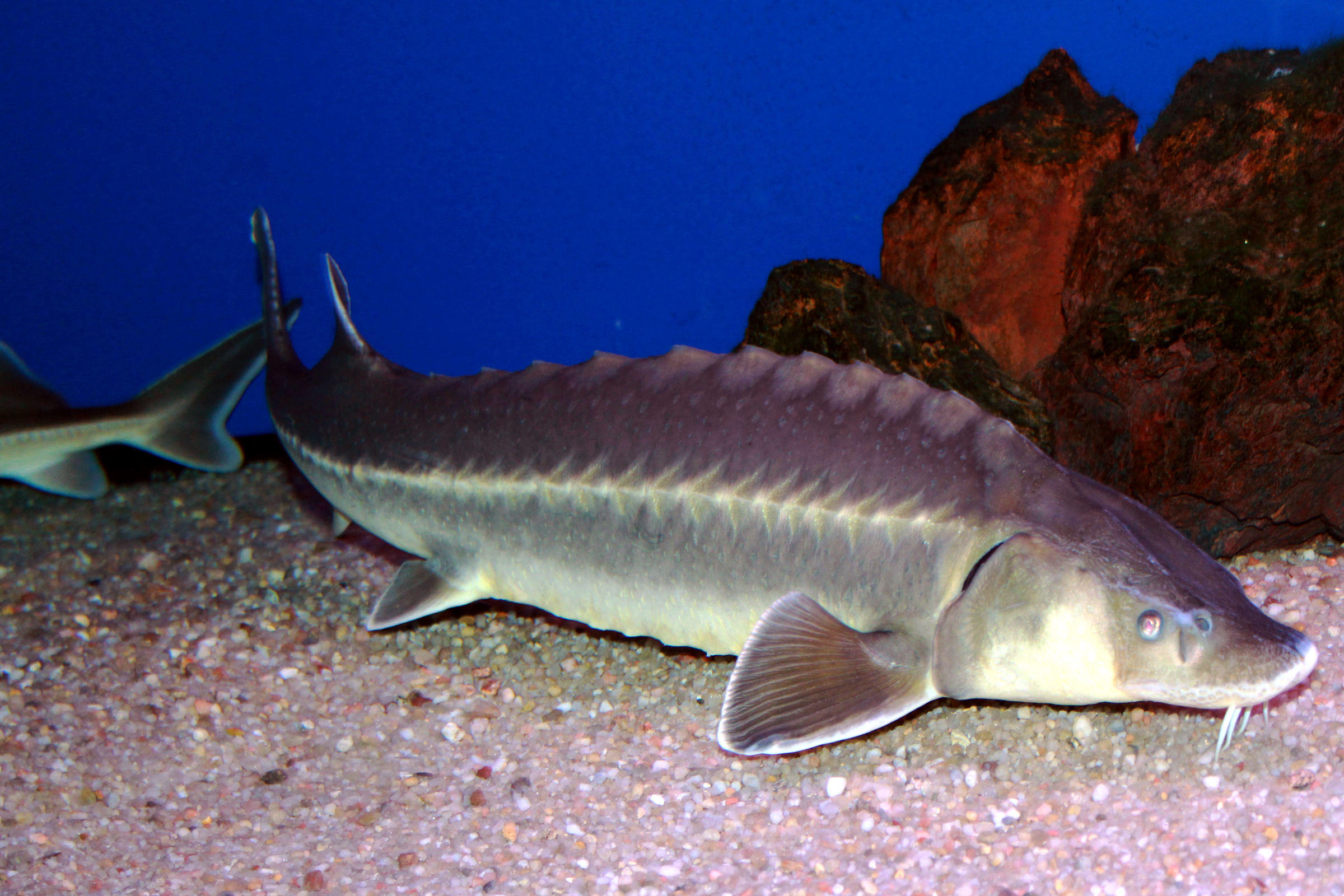
Esterlet (Acipenser ruthenus)

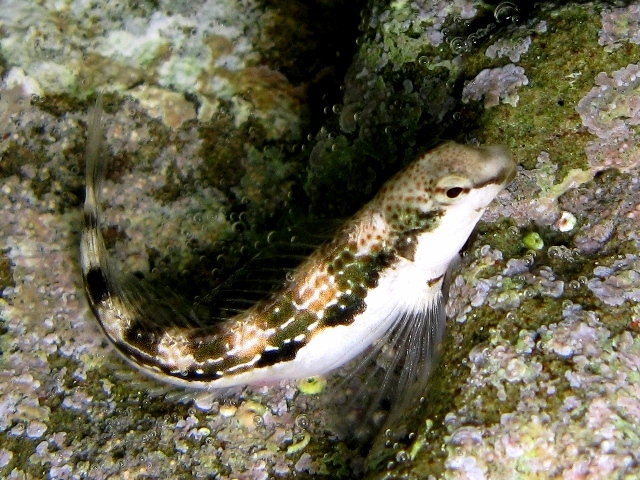
Microlipophrys adriaticus

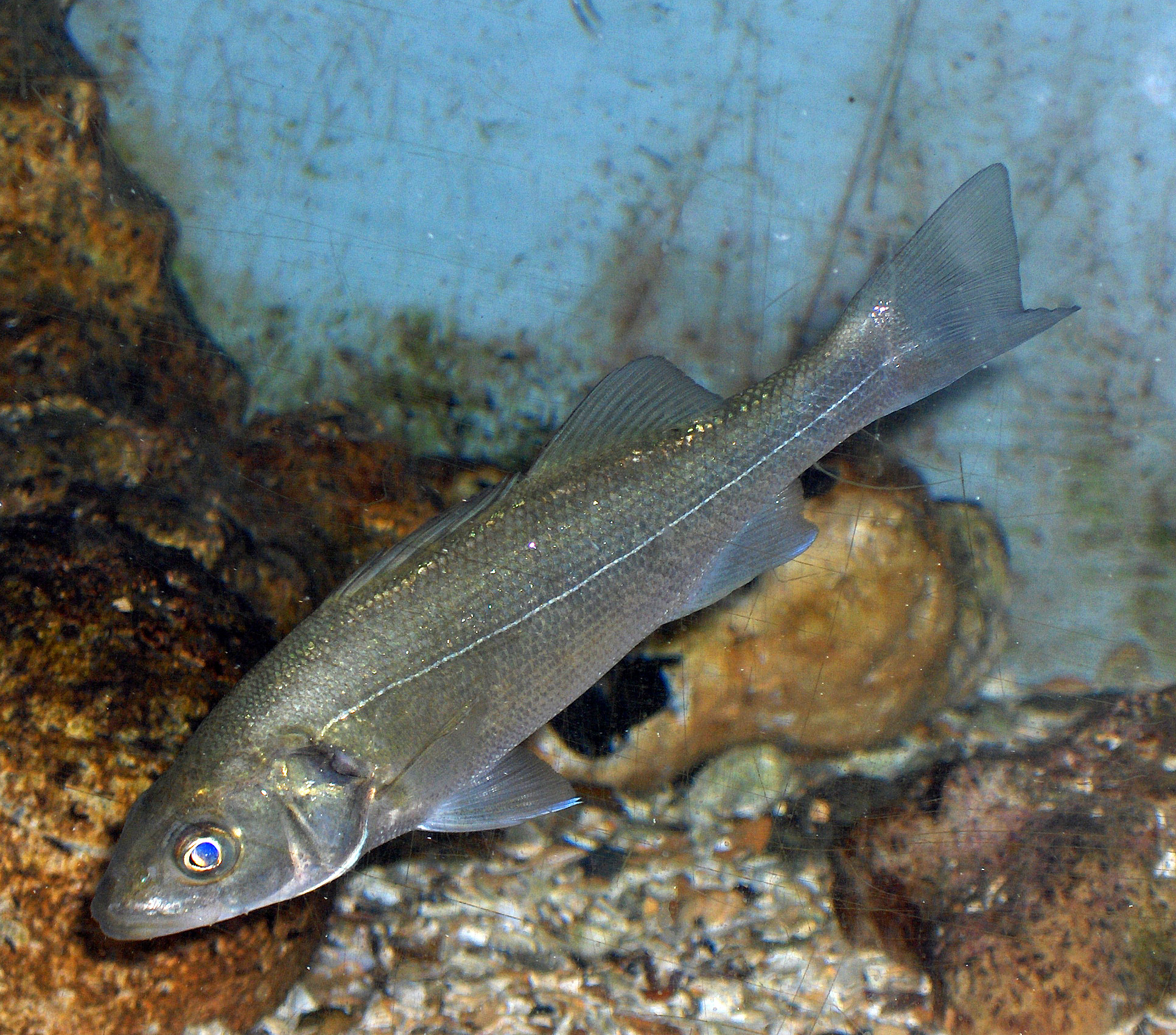
Llobarro (Dicentrarchus labrax)

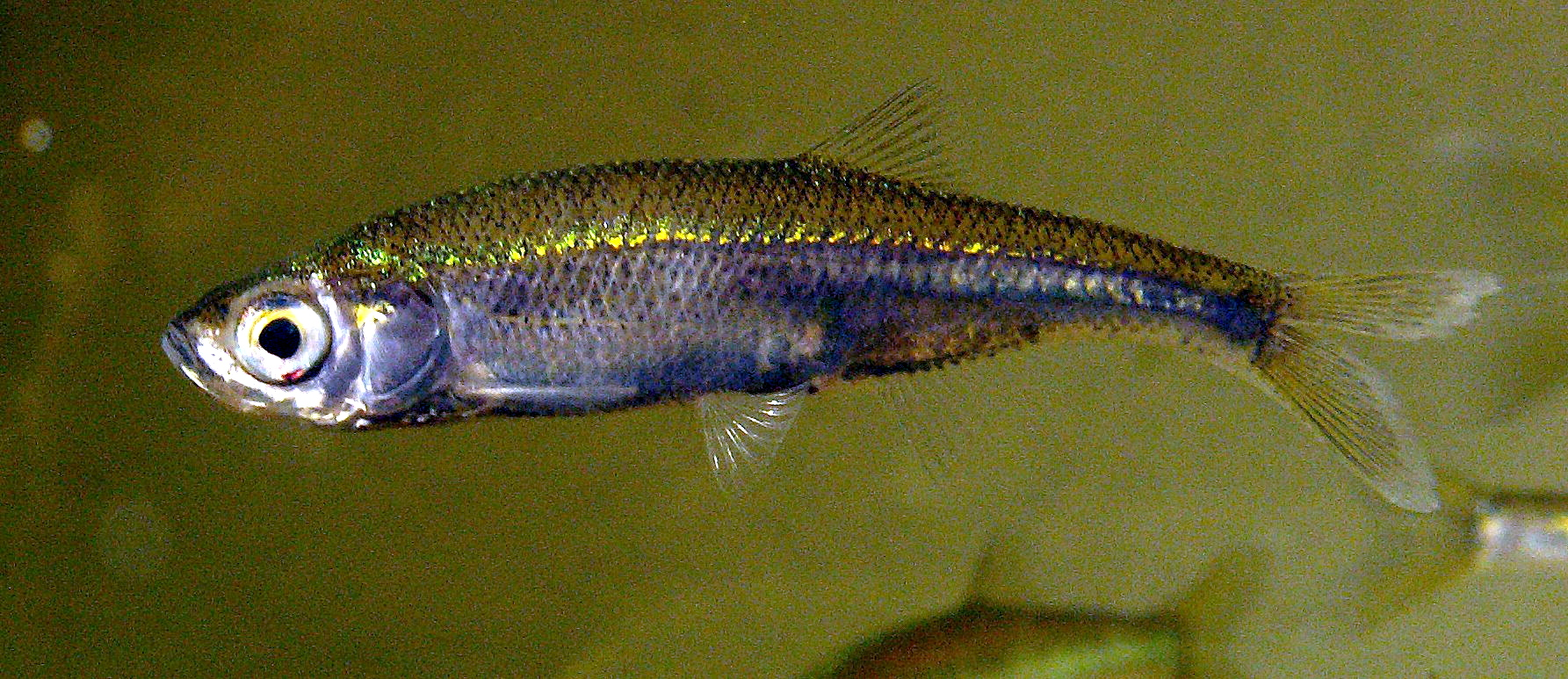
Leucaspius delineatus

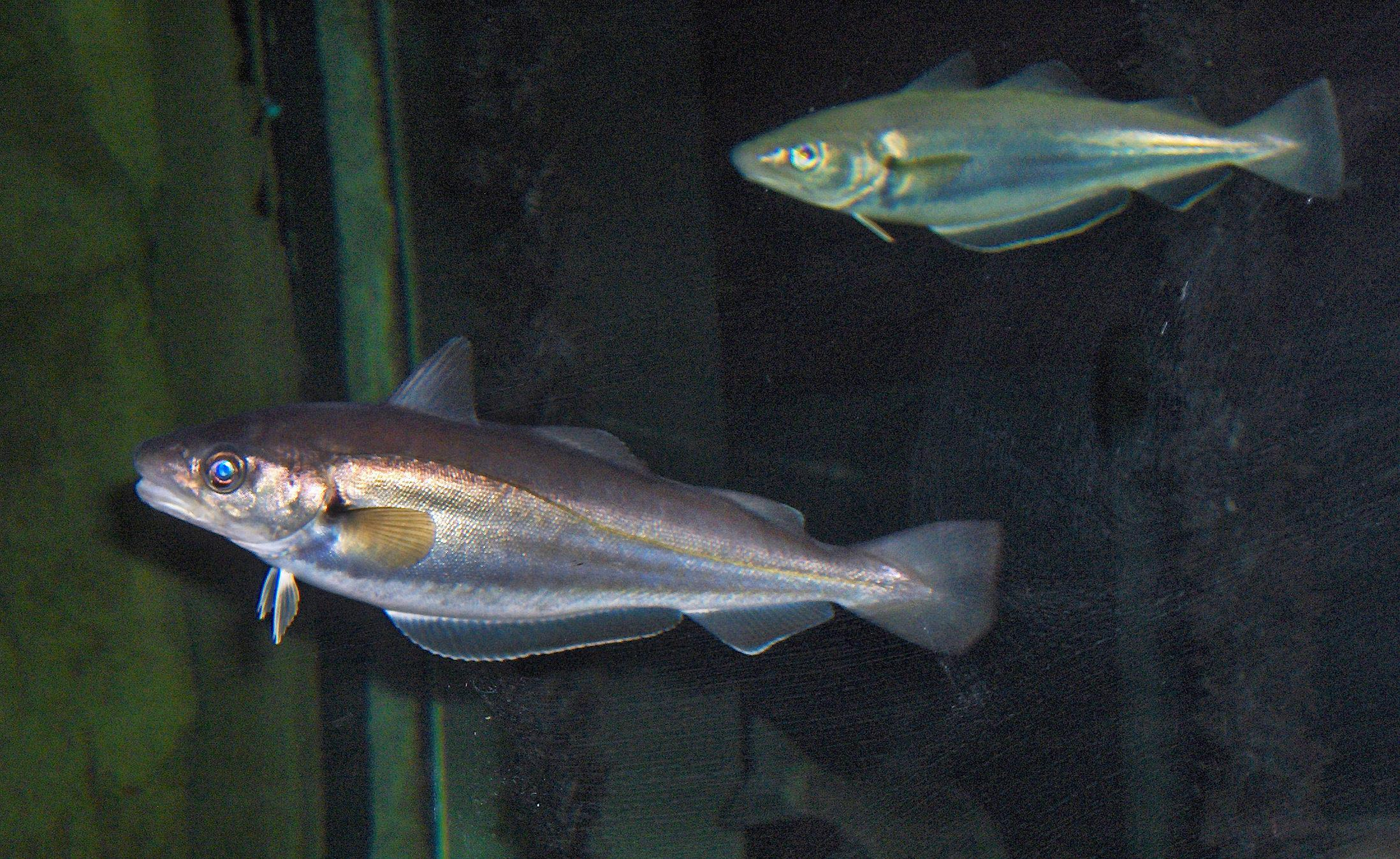
Merlà (Merlangius merlangus)

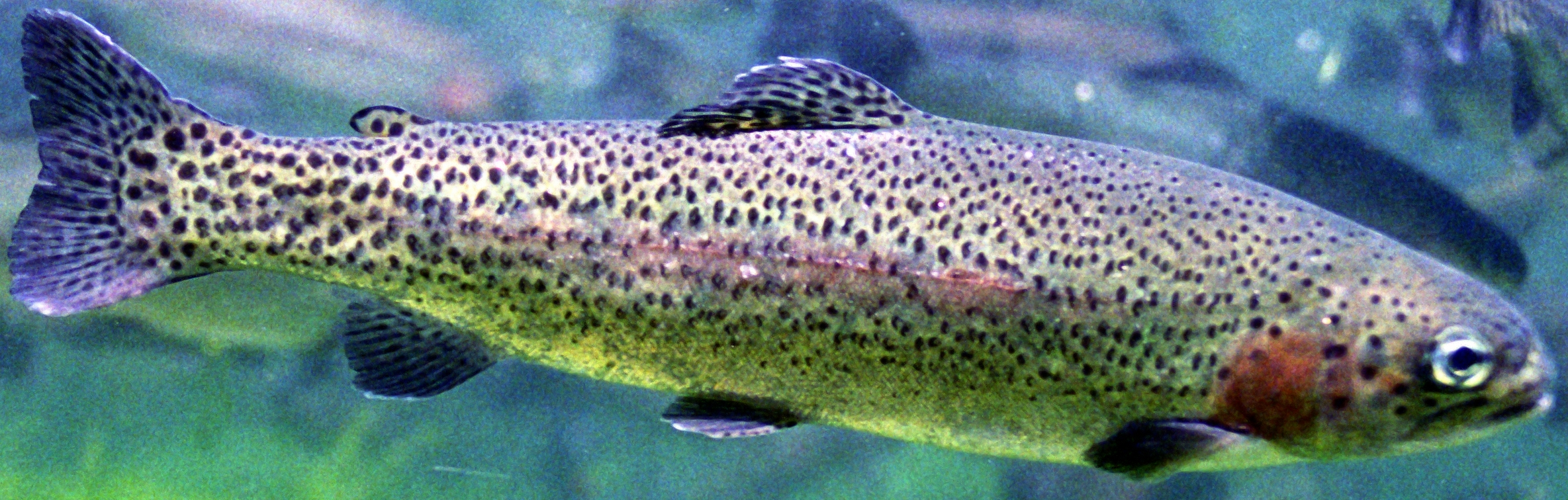
Truita arc de Sant Martí (Oncorhynchus mykiss)

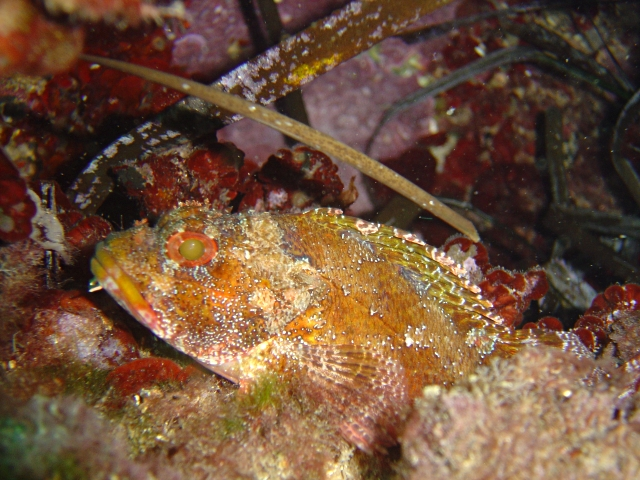
Scorpaena elongata

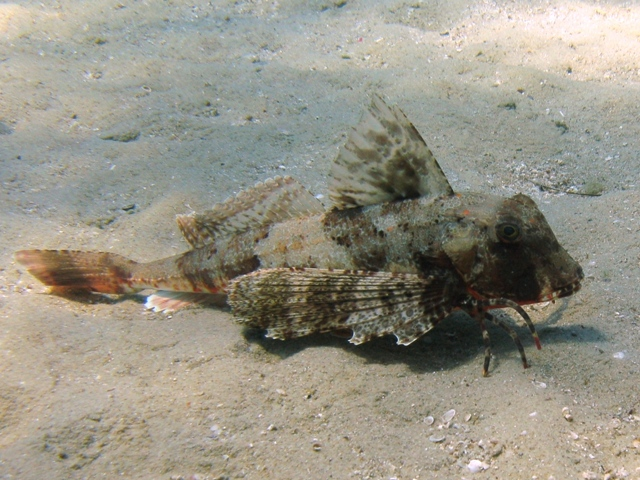
Gallineta (Trigloporus lastoviza)

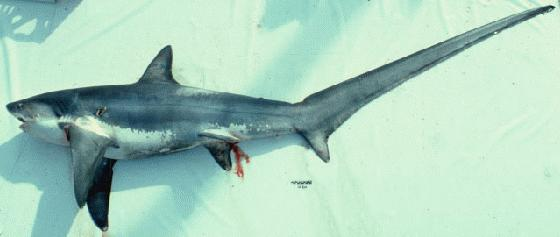
Peix guilla (Alopias vulpinus)

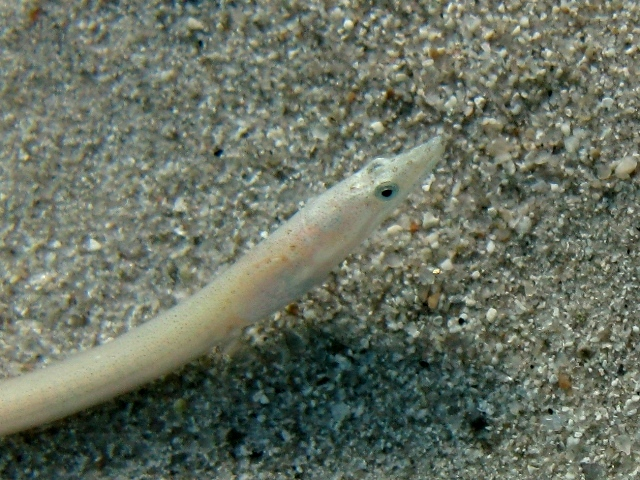
Ophisurus serpens

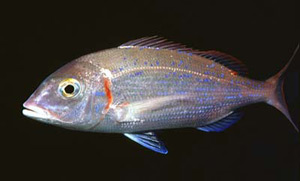
Pagell (Pagellus erythrinus)

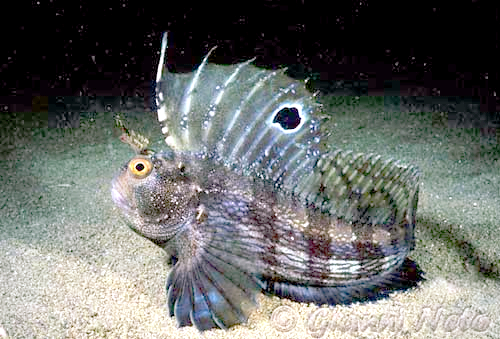
Ase mossegaire (Blennius ocellaris)

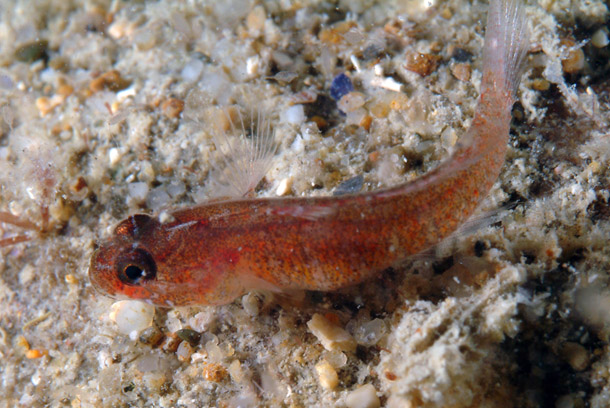
Odondebuenia balearica

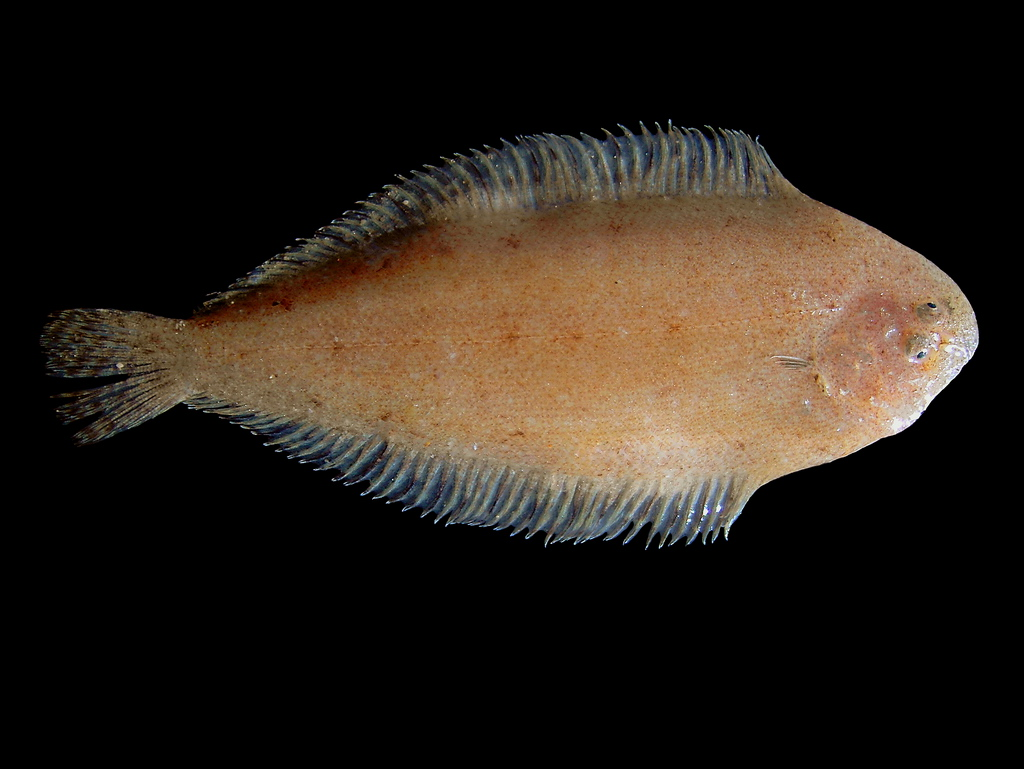
Palaí xic (Buglossidium luteum)

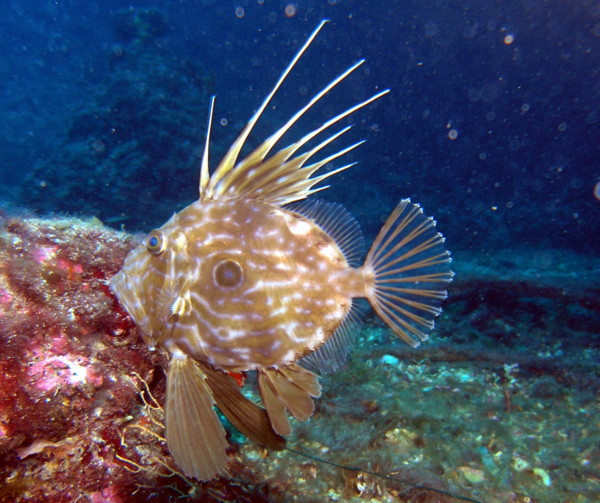
Gall de Sant Pere (Zeus faber)

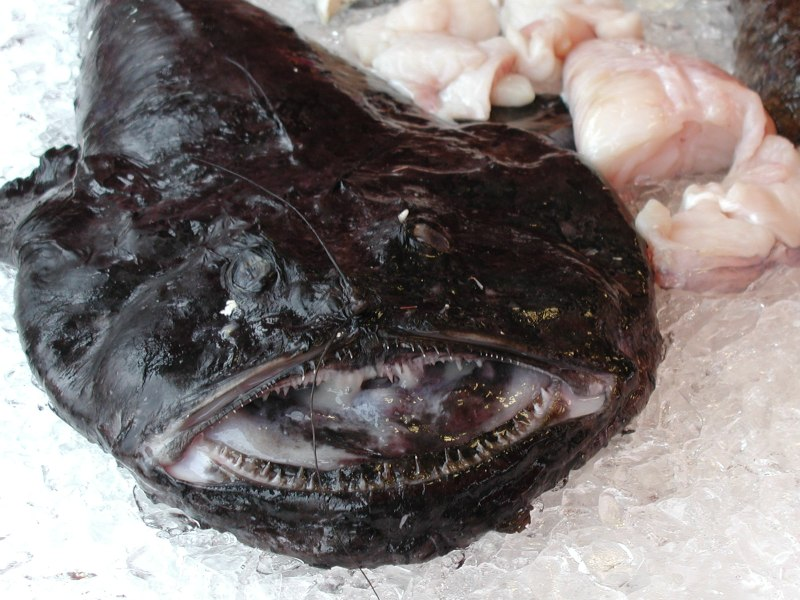
Rap (Lophius piscatorius)

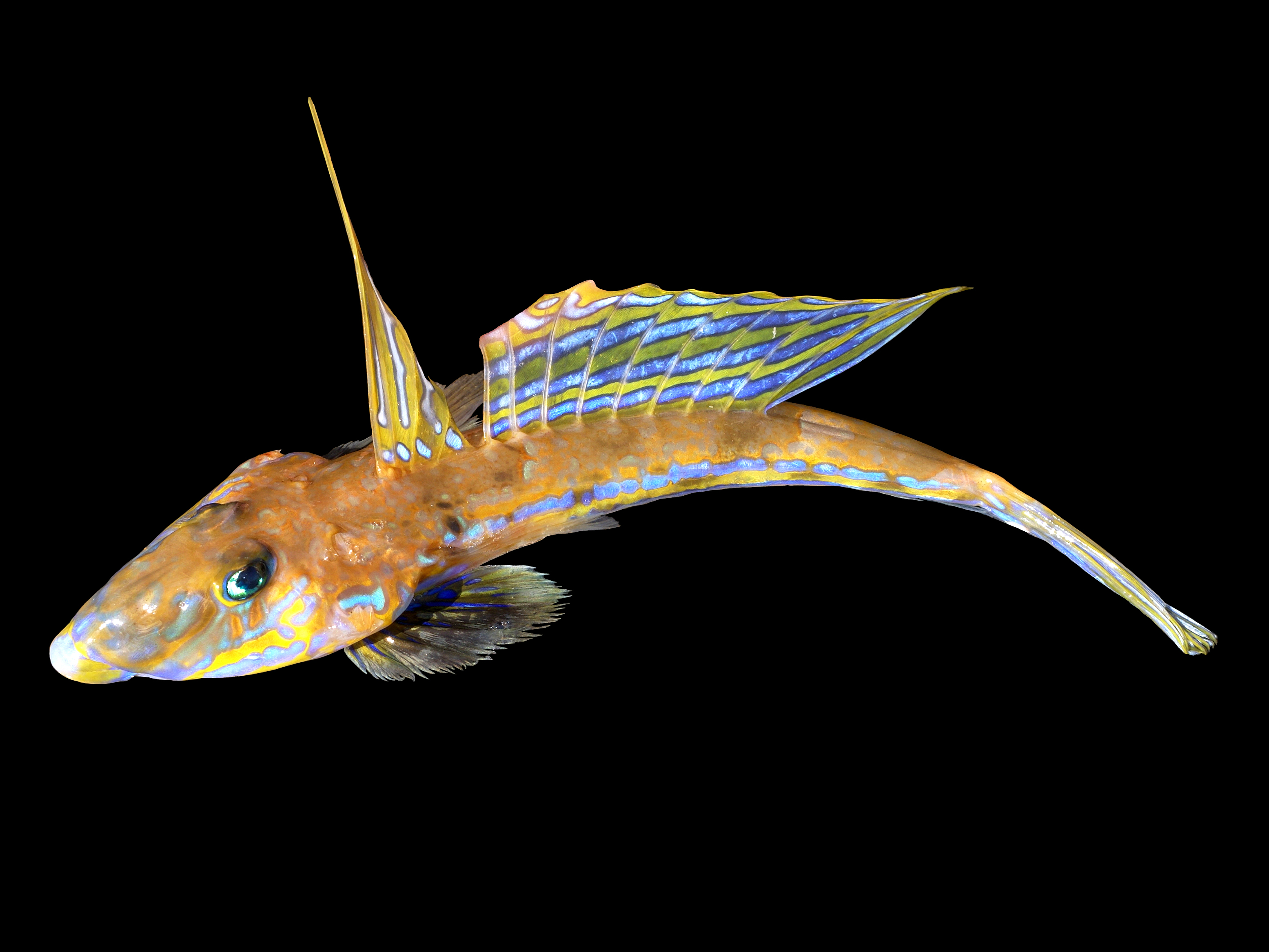
Dragó lira (Callionymus lyra)

Círvia (Seriola dumerili)

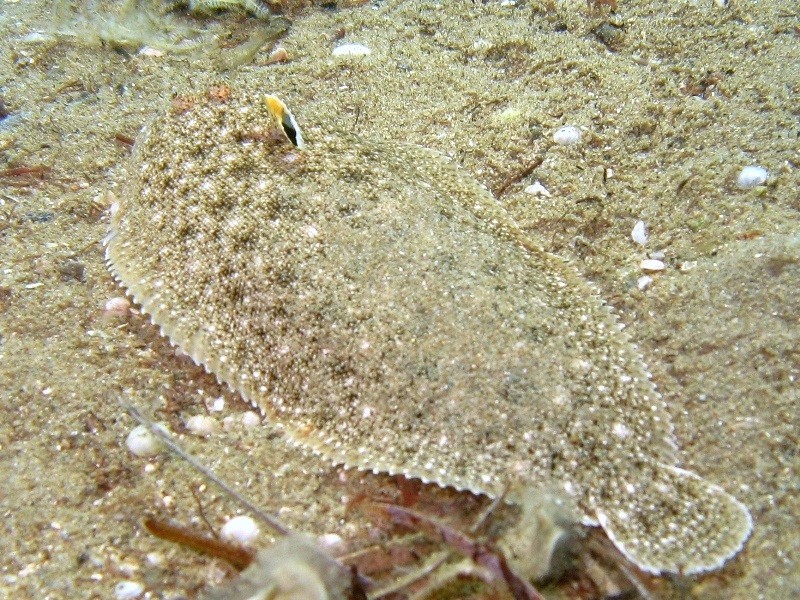
Llenguado nassut (Pegusa lascaris)

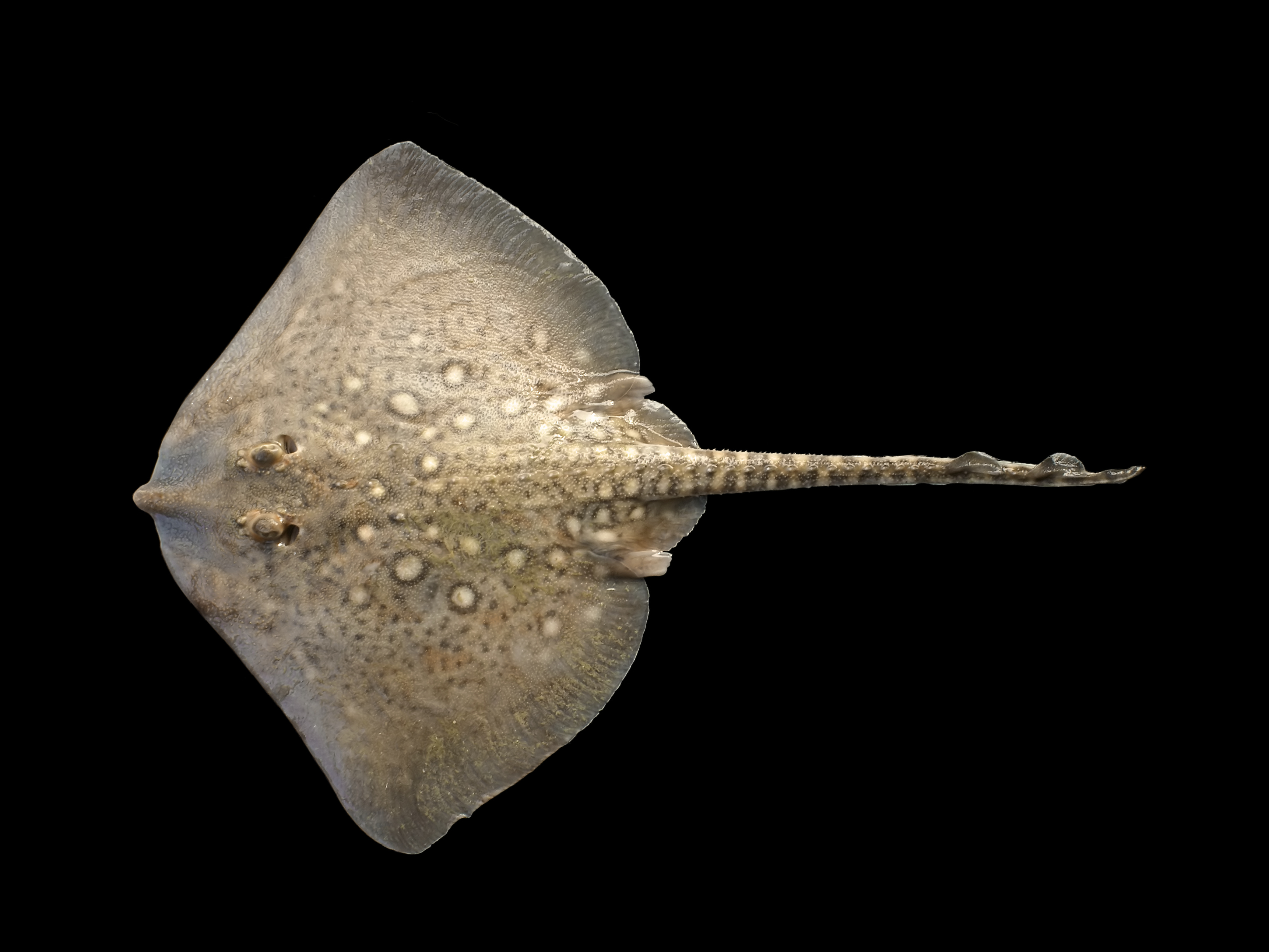
Clavellada (Raja clavata)

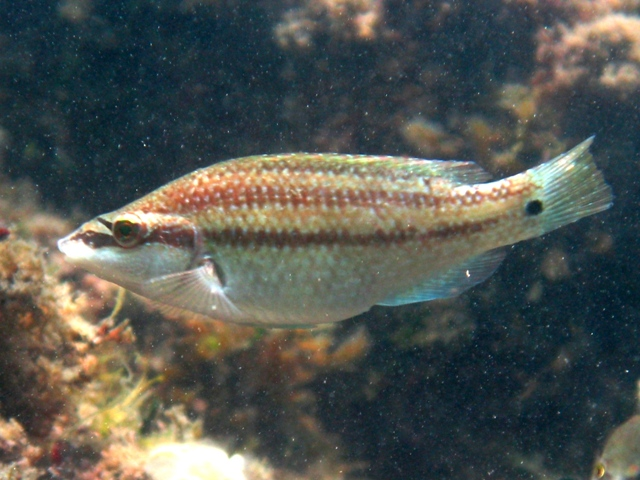
Llavió (Symphodus tinca)

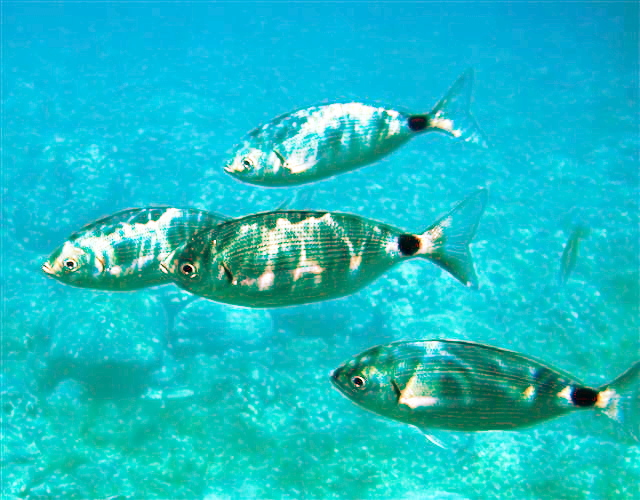
Oblada (Oblada melanura)

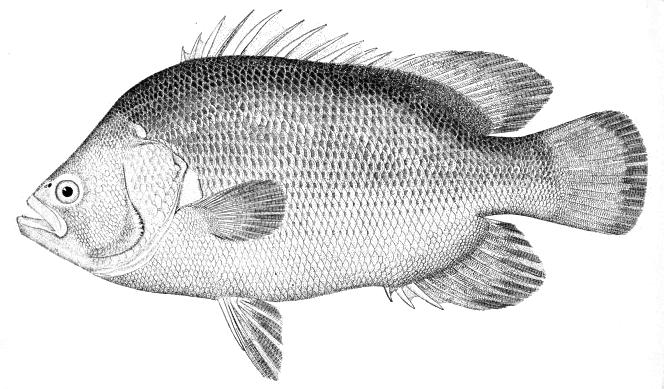
Lobotes de Surinam (Lobotes surinamensis)

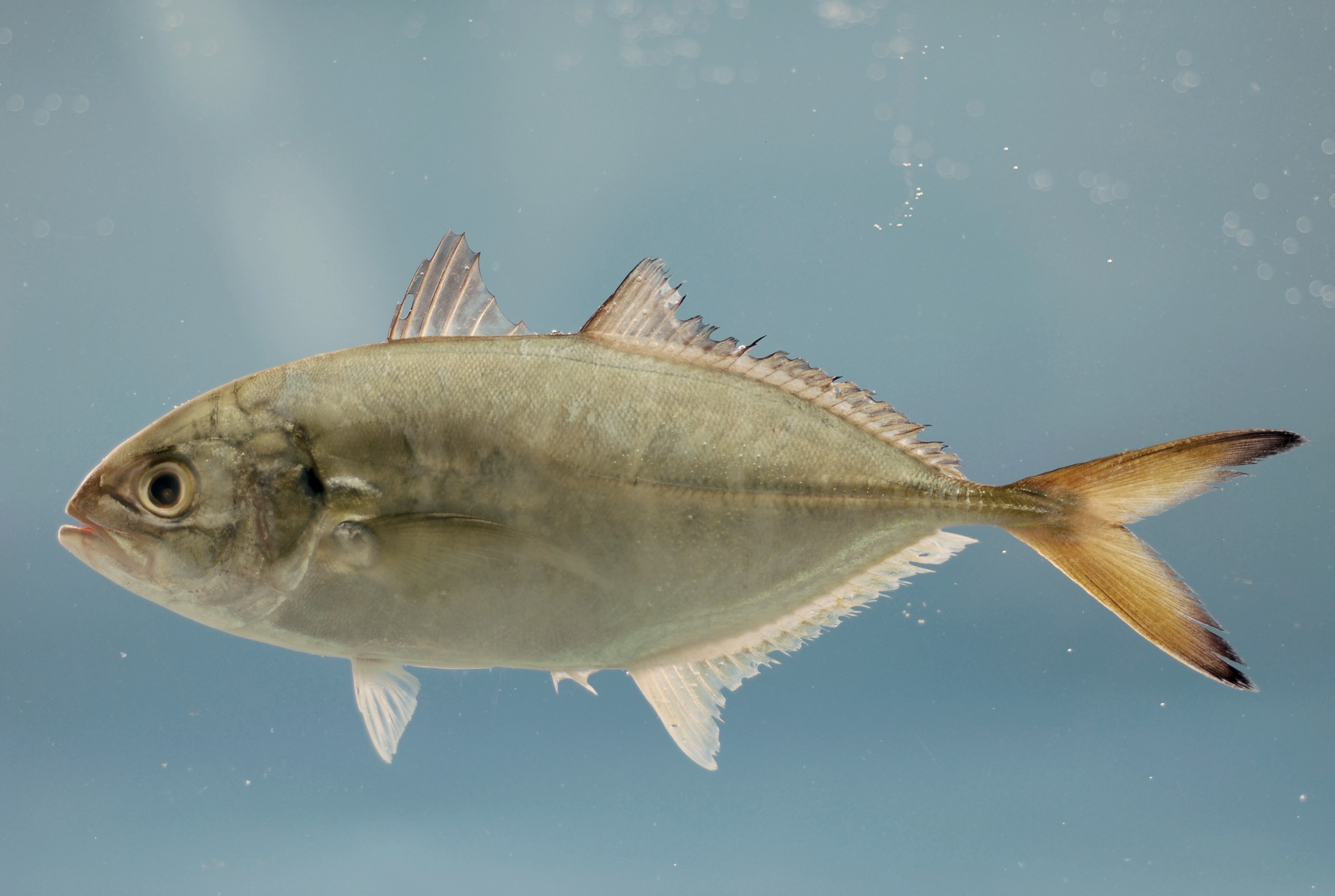
Sorella del sud (Caranx crysos)

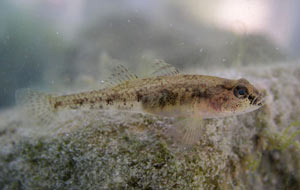
Knipowitschia panizzae

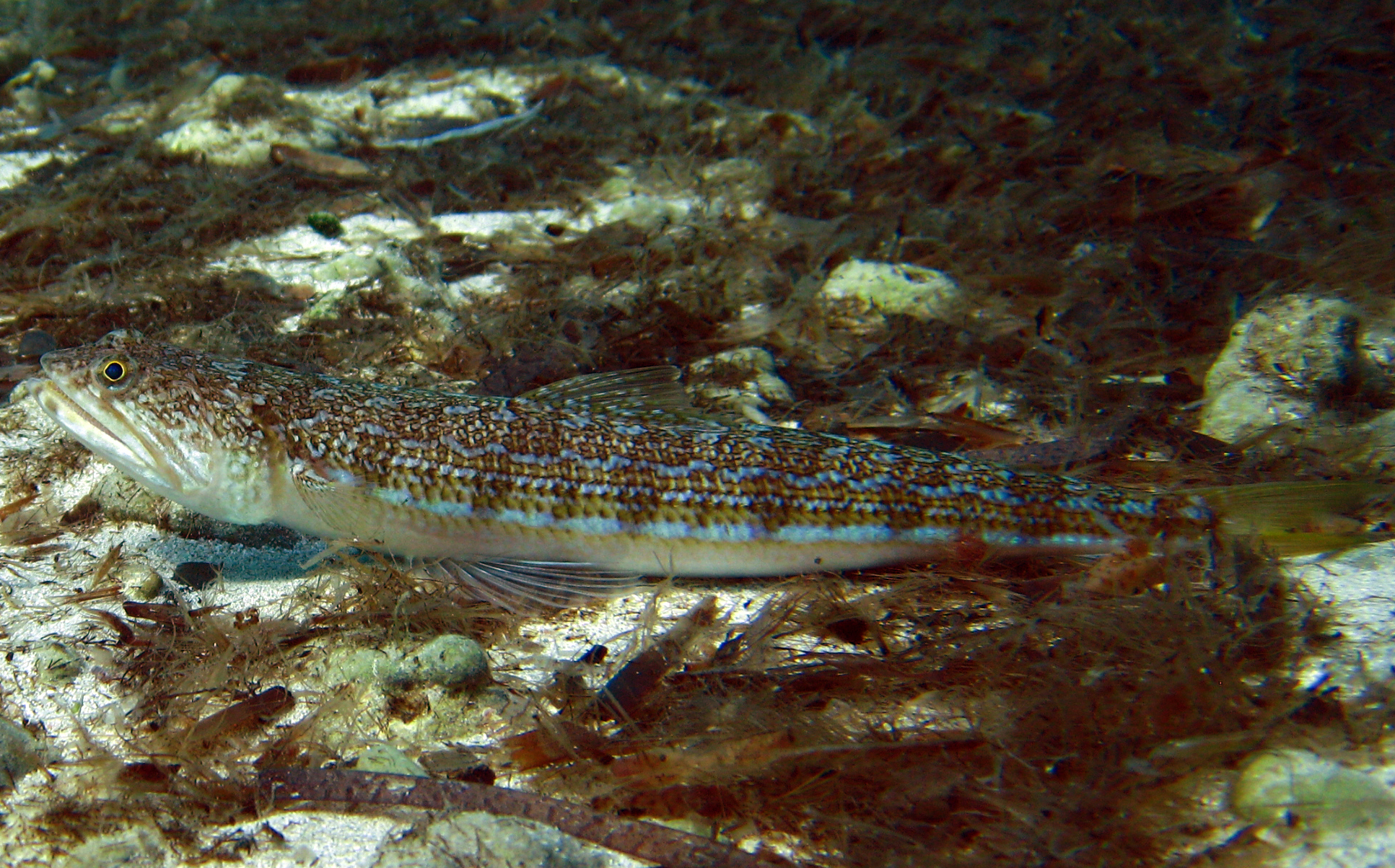
Synodus saurus

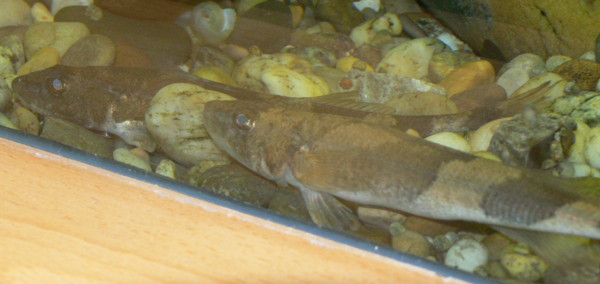
Zingel streber

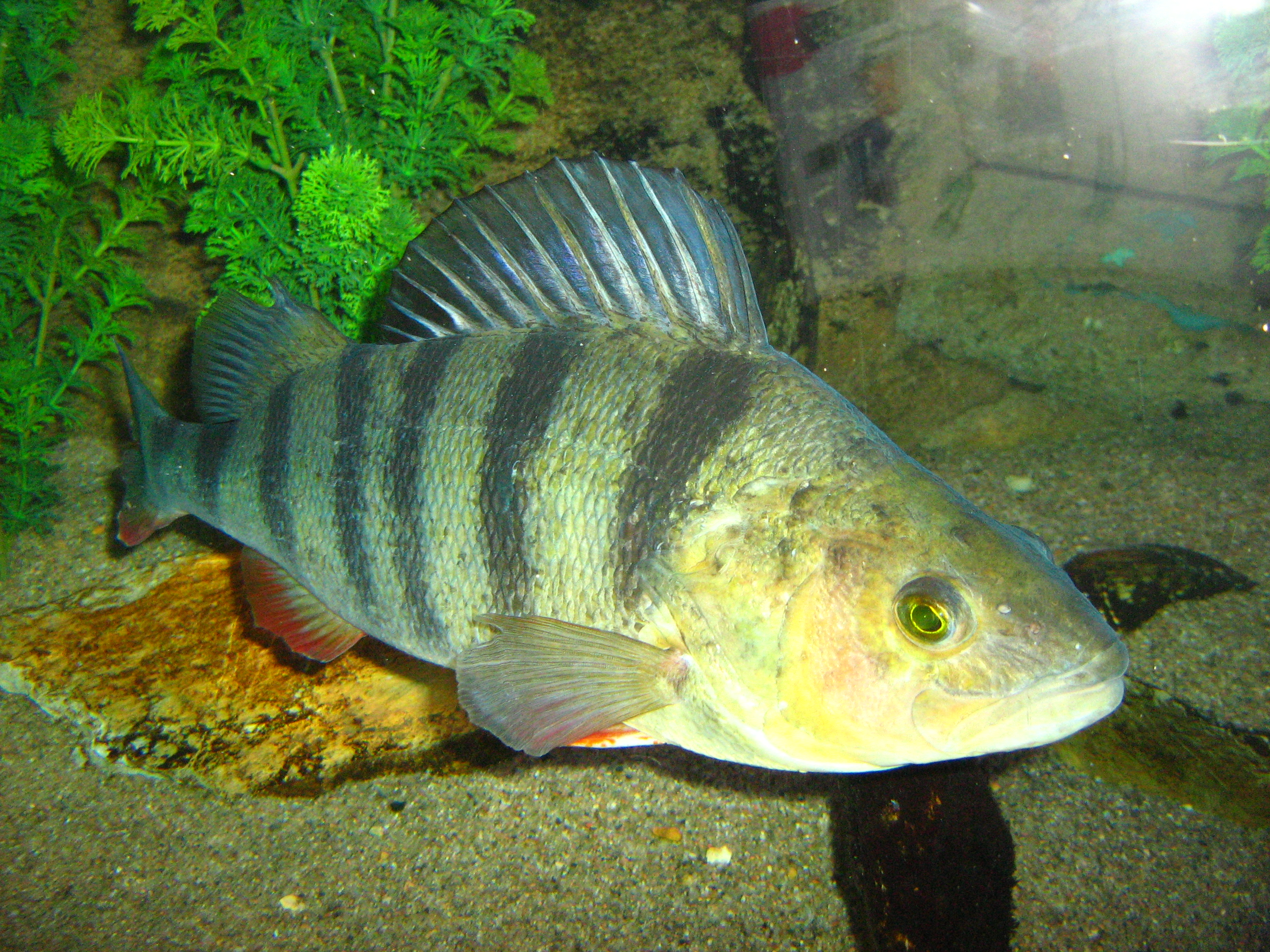
Perca de riu (Perca fluviatilis)

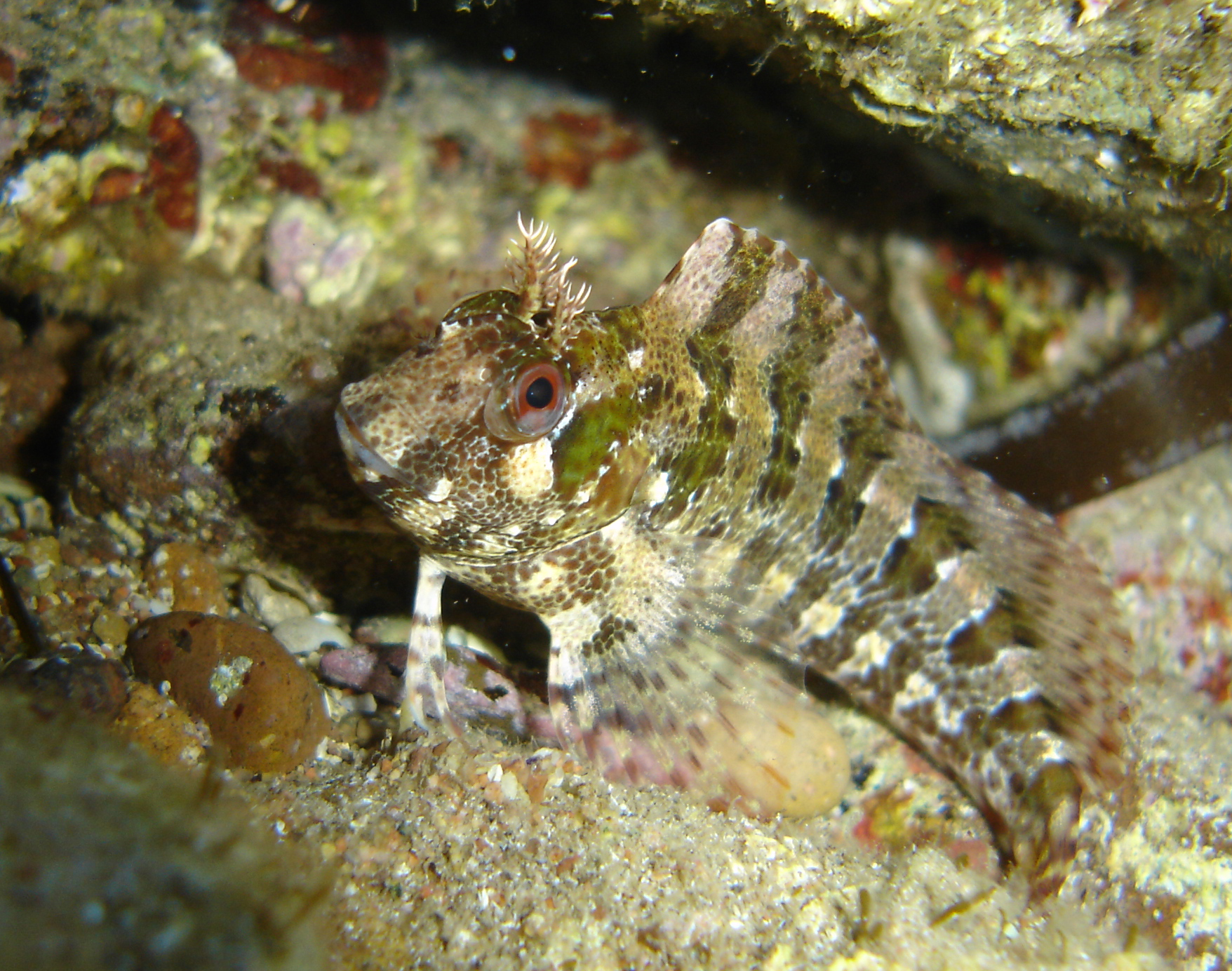
Gall faver (Parablennius gattorugine)

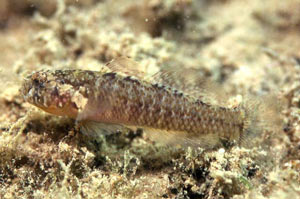
Millerigobius macrocephalus

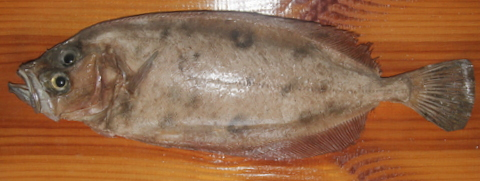
Bruixa sense taques (Lepidorhombus whiffiagonis)

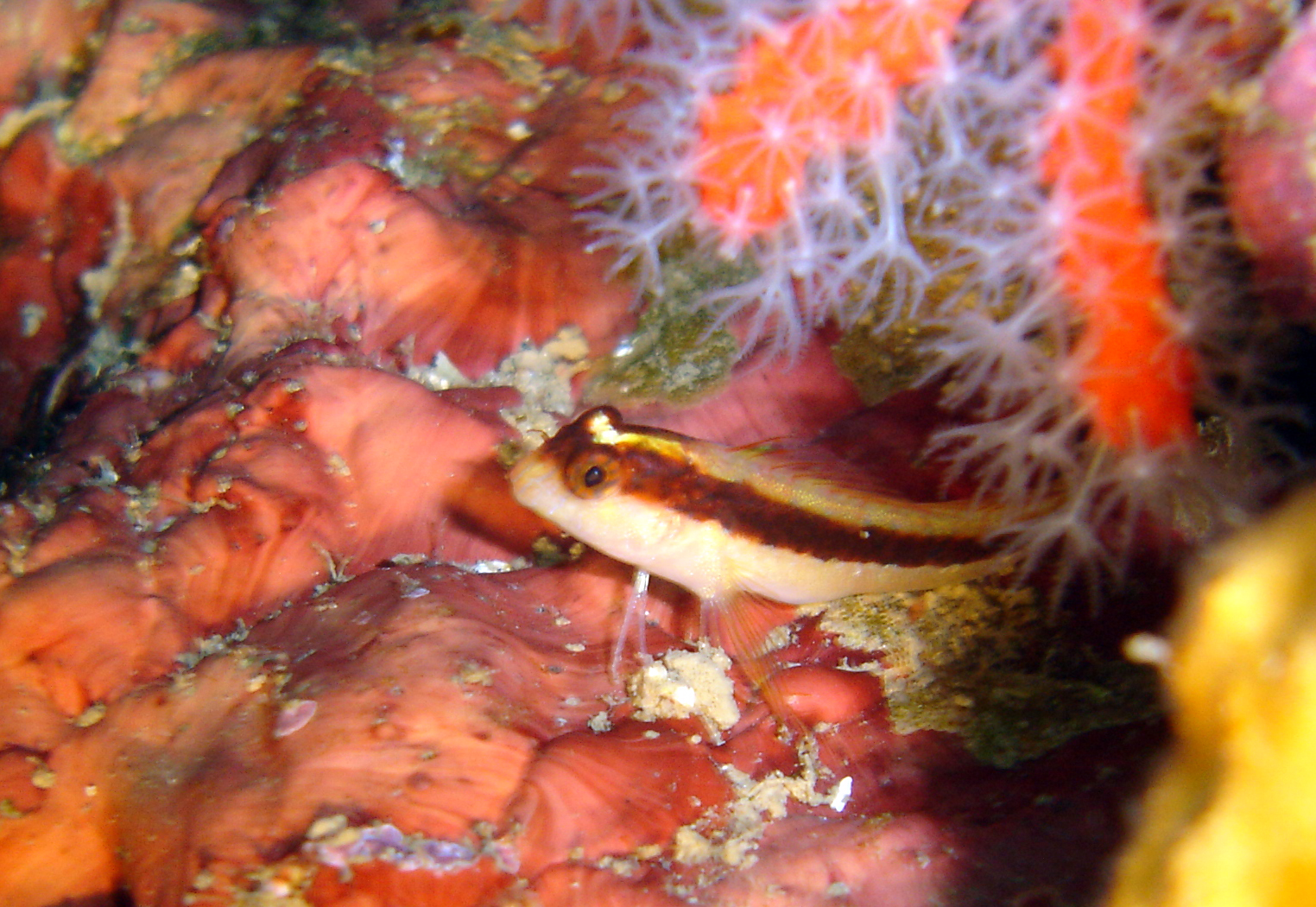
Bavosa de banda negra (Parablennius rouxi)

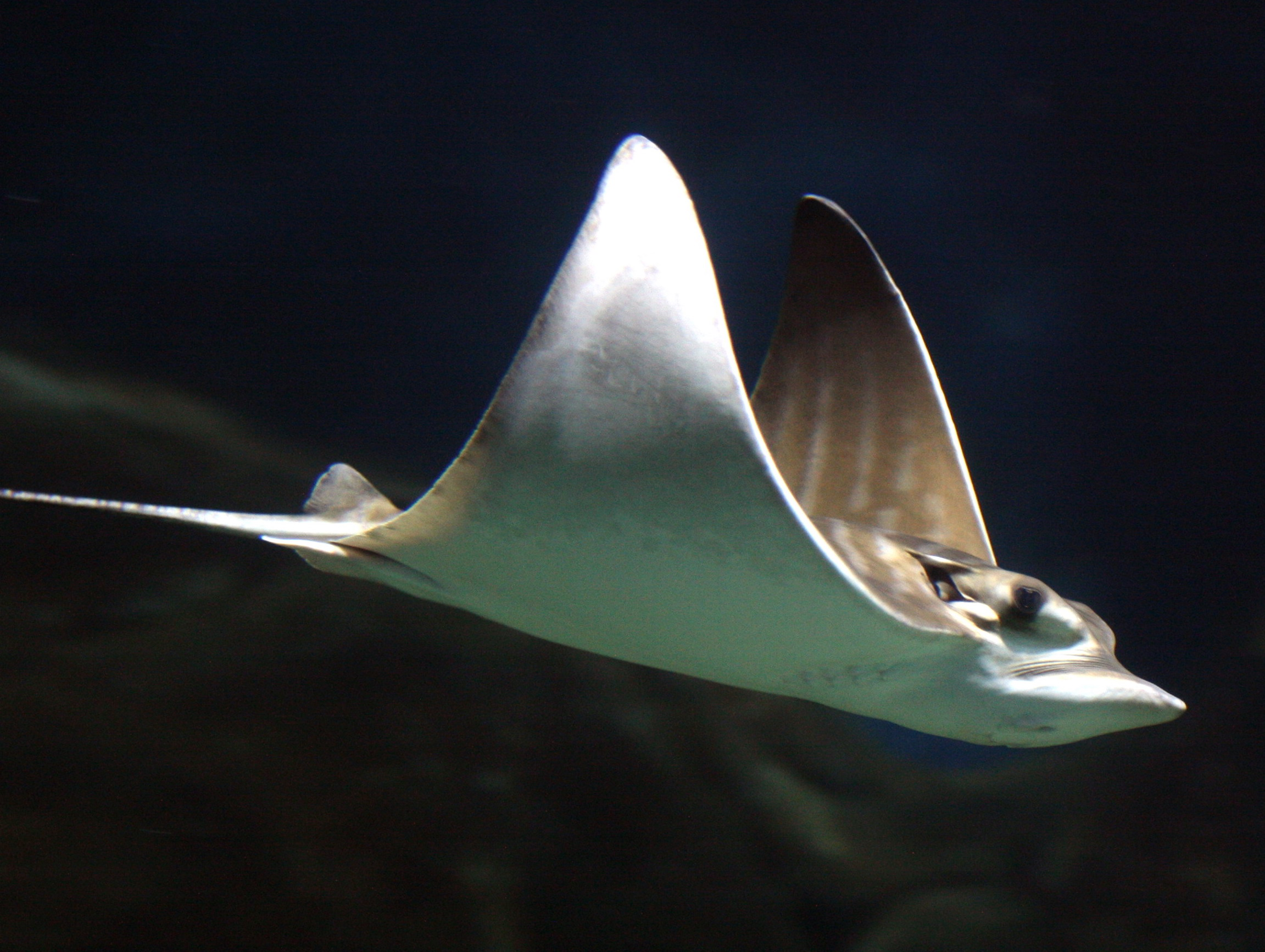
Pteromylaeus bovinus

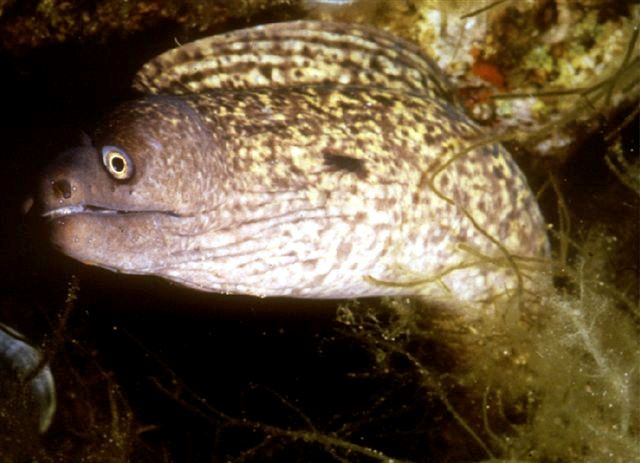
Morena (Muraena helena)

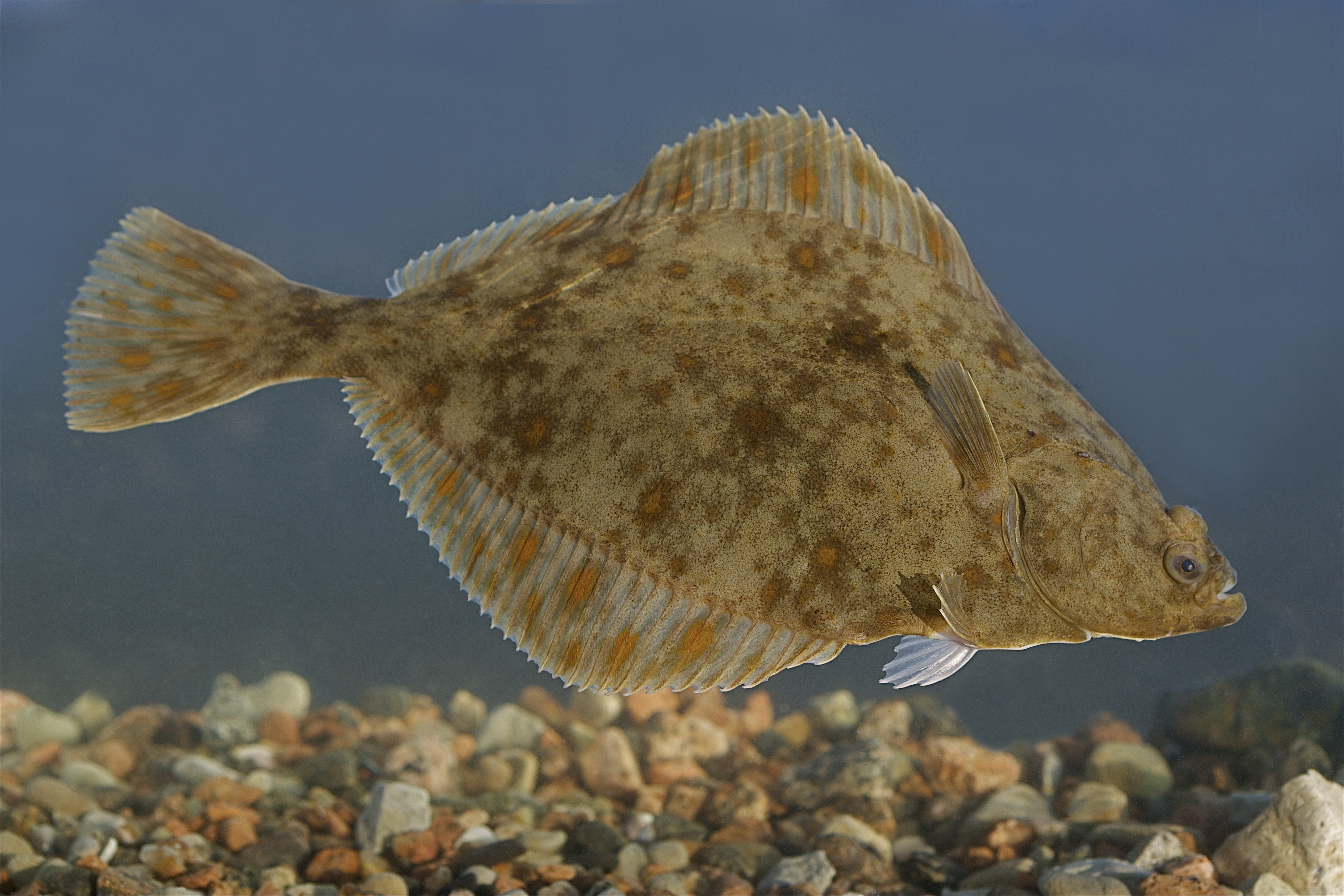
Rèmol de riu (Platichthys flesus)

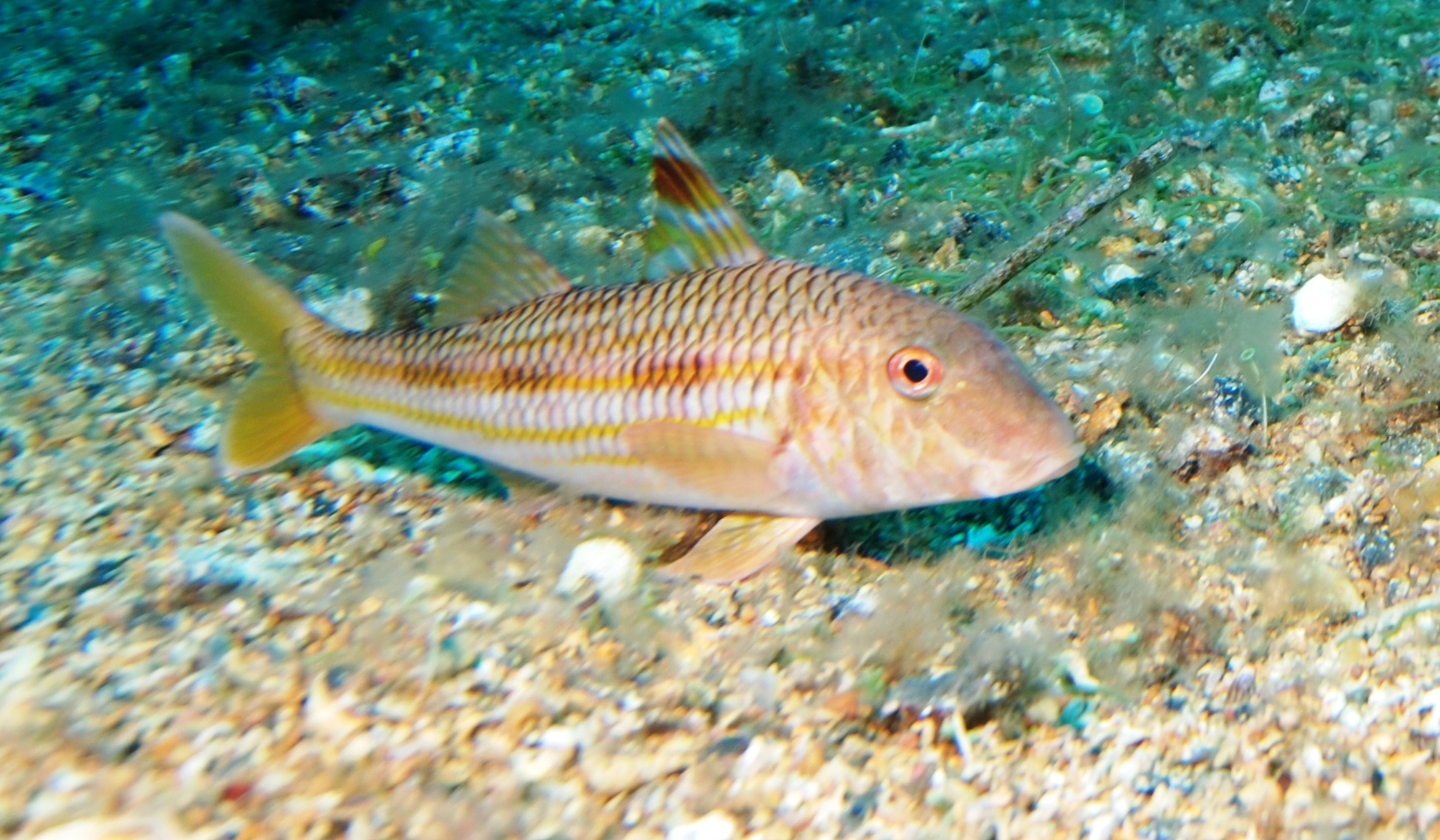
Moll de roca (Mullus surmuletus)

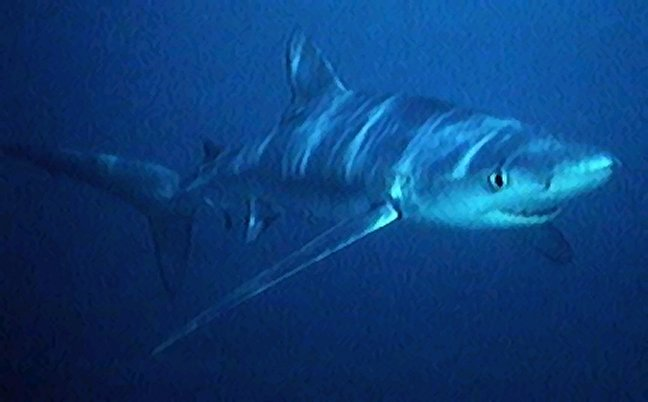
Tintorera (Prionace glauca)

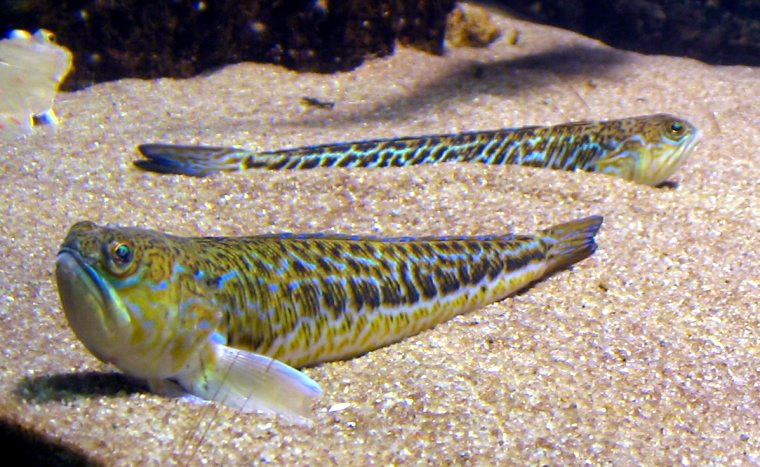
Aranya blanca (Trachinus draco)

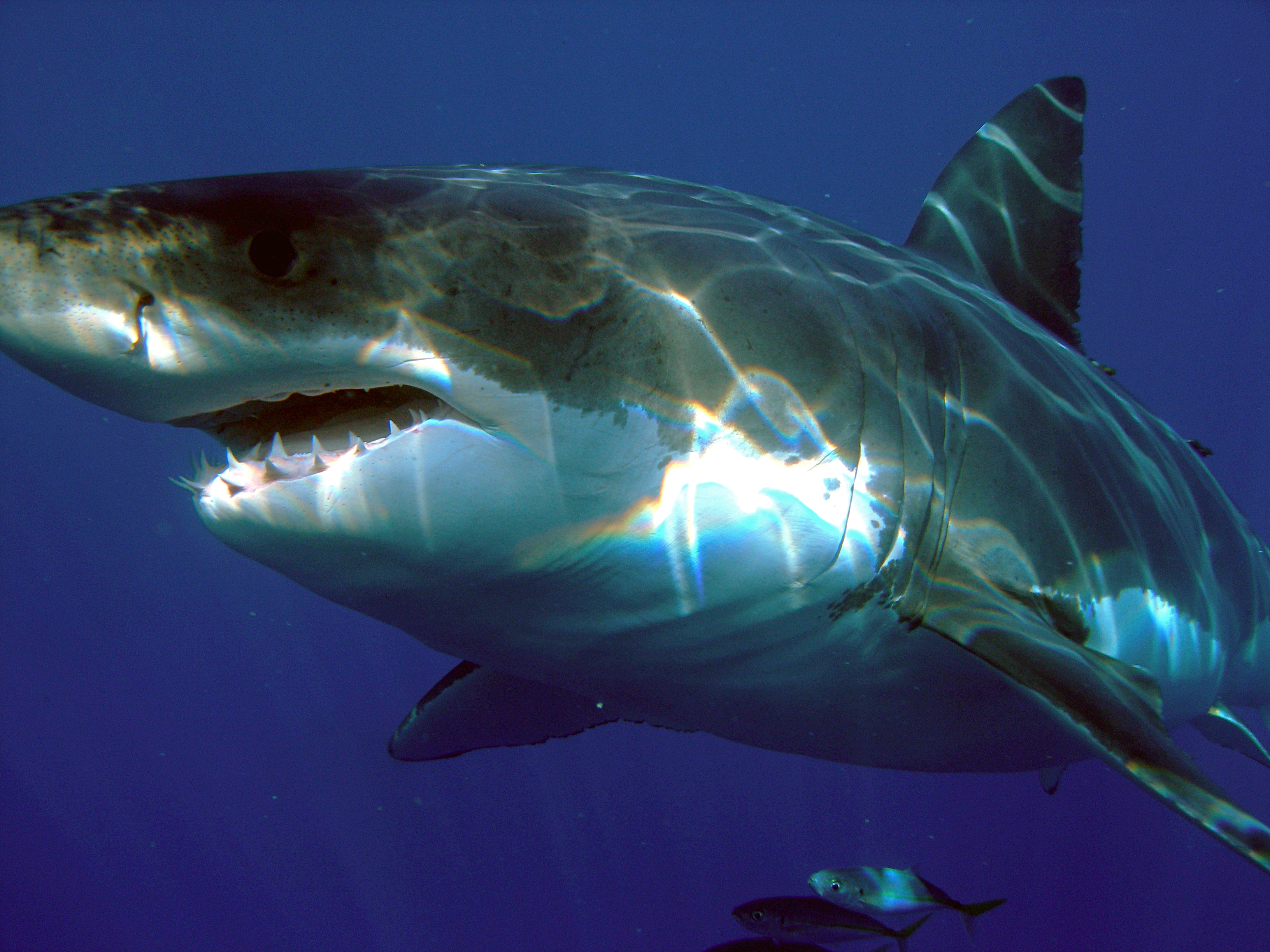
Tauró blanc (Carcharodon carcharias)

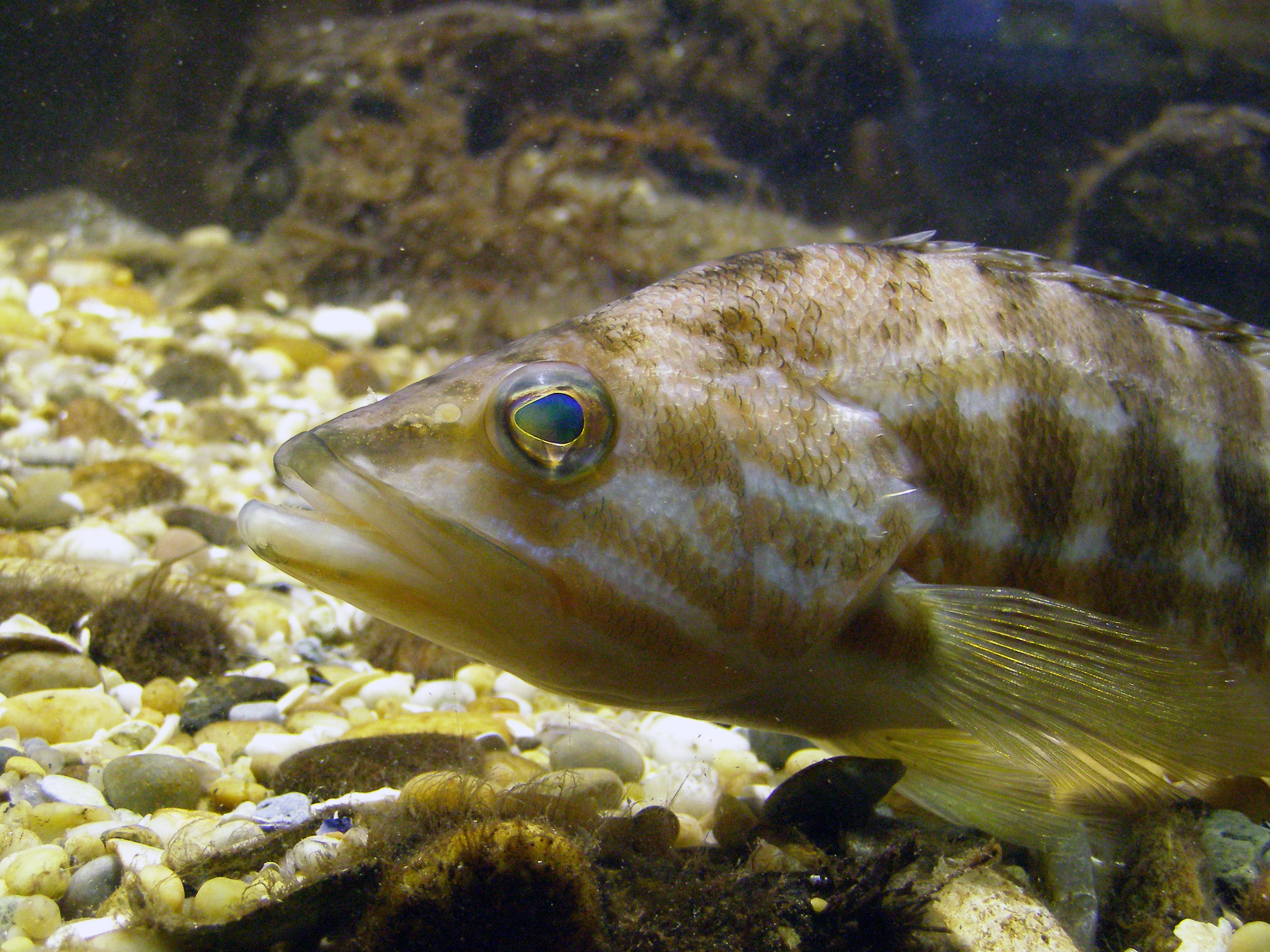
Serranet (Serranus cabrilla)

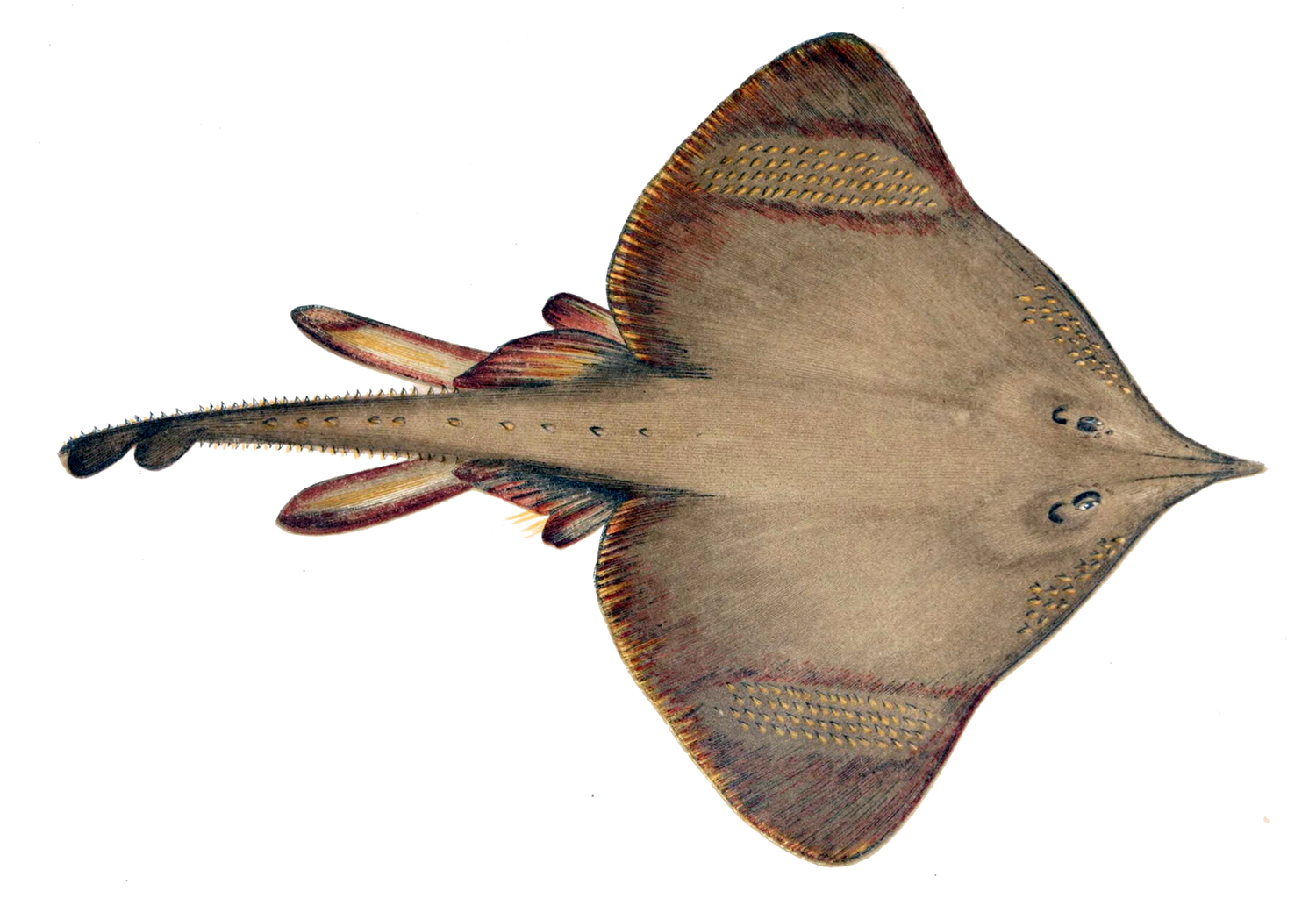
Caputxó (Dipturus oxyrinchus)

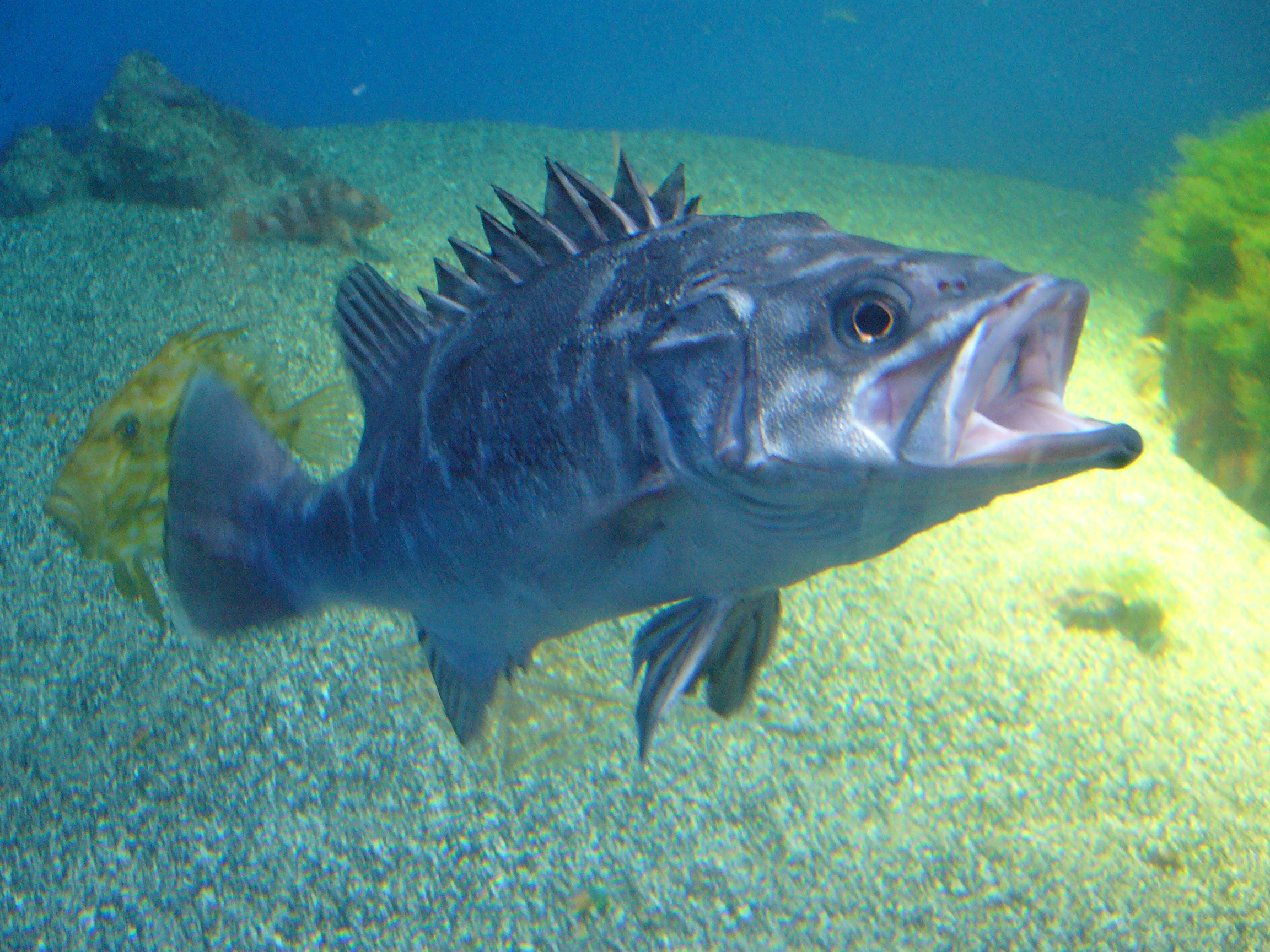
Dot (Polyprion americanus)

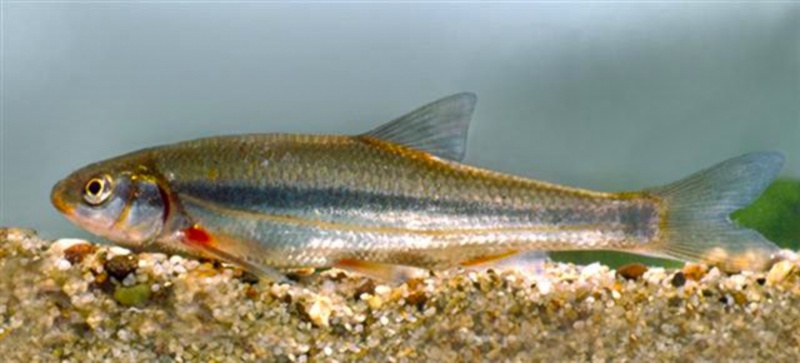
Telestes souffia

Aquesta llista de peixos de Croàcia inclou 400 espècies de peixos que es poden trobar actualment a Croàcia ordenades per l'ordre alfabètic de llur nom científic.

## A
- Abramis brama[1]
- Acanthocybium solandri
- Acantholabrus palloni
- Acipenser naccarii
- Acipenser ruthenus
- Acipenser sturio
- Alburnoides bipunctatus
- Alburnus arborella
- Alburnus neretvae
- Alburnus sarmaticus
- Alopias vulpinus
- Alosa agone
- Anguilla anguilla
- Anthias anthias
- Aphanius fasciatus
- Aphia minuta
- Apogon imberbis
- Apterichtus anguiformis
- Apterichtus caecus
- Argentina sphyraena
- Argyropelecus hemigymnus
- Argyrosomus regius
- Ariosoma balearicum
- Arnoglossus kessleri
- Arnoglossus laterna
- Arnoglossus rueppelii
- Arnoglossus thori
- Atherina boyeri
- Atherina hepsetus
- Aulopyge huegelii
- Auxis rochei

## B
- Barbatula barbatula
- Barbus balcanicus
- Barbus barbus
- Barbus meridionalis
- Barbus plebejus
- Belone belone
- Blennius ocellaris
- Boops boops
- Bothus podas
- Buenia affinis
- Buglossidium luteum

## C
- Callanthias ruber
- Callionymus fasciatus
- Callionymus lyra
- Callionymus maculatus
- Callionymus pusillus
- Callionymus risso
- Campogramma glaycos
- Capros aper
- Caranx crysos
- Carapus acus
- Carassius auratus
- Carassius carassius
- Carassius gibelio
- Carcharhinus brevipinna
- Carcharias taurus
- Carcharodon carcharias
- Centrophorus granulosus
- Cepola macrophthalma
- Cetorhinus maximus
- Chauliodus sloani
- Cheilopogon heterurus
- Chelidonichthys cuculus
- Chelidonichthys lucerna
- Chelidonichthys obscurus
- Chelon labrosus
- Chlopsis bicolor
- Chlorophthalmus agassizi
- Chondrostoma knerii
- Chondrostoma nasus
- Chondrostoma phoxinus
- Chromis chromis
- Chromogobius quadrivittatus
- Chromogobius zebratus
- Cobitis bilineata
- Cobitis dalmatina
- Cobitis elongata
- Cobitis elongatoides
- Cobitis illyrica[2]
- Cobitis jadovaensis[3]
- Cobitis narentana
- Cobitis taenia
- Conger conger
- Coris julis
- Coryphaena hippurus
- Cottus gobio
- Crystallogobius linearis
- Ctenolabrus rupestris
- Ctenopharyngodon idella
- Cubiceps gracilis
- Cyclothone braueri
- Cyprinus carpio

## D
- Dalophis imberbis
- Dasyatis centroura
- Dasyatis pastinaca
- Dasyatis tortonesei
- Delminichthys adspersus
- Delminichthys ghetaldii
- Delminichthys jadovensis
- Delminichthys krbavensis[4]
- Deltentosteus collonianus
- Dentex dentex
- Dentex gibbosus
- Dentex macrophthalmus
- Diaphus rafinesquii
- Dicentrarchus labrax
- Didogobius schlieweni
- Didogobius splechtnai
- Diplecogaster bimaculata
- Diplodus annularis
- Diplodus puntazzo
- Diplodus vulgaris
- Dipturus batis
- Dipturus oxyrinchus

## E
- Echelus myrus
- Echiichthys vipera
- Echinorhinus brucus
- Electrona risso
- Enchelycore anatina
- Engraulis encrasicolus
- Epinephelus aeneus
- Epinephelus caninus
- Epinephelus costae
- Epinephelus marginatus
- Esox lucius
- Eudontomyzon mariae
- Eudontomyzon vladykovi
- Euthynnus alletteratus
- Eutrigla gurnardus
- Evermannella balbo

## F
- Fistularia commersonii

## G
- Gadella maraldi
- Gadiculus argenteus
- Gaidropsarus biscayensis
- Gaidropsarus mediterraneus
- Gaidropsarus vulgaris
- Galeorhinus galeus
- Galeus melastomus
- Gammogobius steinitzi
- Gasterosteus aculeatus
- Glossanodon leioglossus
- Gnathophis mystax
- Gobius auratus
- Gobius bucchichi
- Gobius cobitis
- Gobius cruentatus
- Gobius fallax
- Gobius kolombatovici
- Gobius niger
- Gobius roulei
- Gobius vittatus
- Grammonus ater
- Gymnocephalus cernua
- Gymnothorax unicolor
- Gymnura altavela

## H
- Helicolenus dactylopterus
- Heptranchias perlo
- Hexanchus griseus
- Hippocampus guttulatus
- Hippocampus hippocampus
- Hirundichthys rondeletii
- Hoplostethus mediterraneus
- Hucho hucho
- Hypophthalmichthys nobilis

## I
- Ichthyococcus ovatus
- Istiophorus albicans
- Isurus oxyrinchus

## K
- Knipowitschia croatica[5]
- Knipowitschia mrakovcici
- Knipowitschia panizzae
- Knipowitschia punctatissima
- Knipowitschia radovici[6]

## L
- Labrus merula
- Labrus mixtus
- Lamna nasus
- Lampanyctus crocodilus
- Lampris guttatus
- Lepadogaster candolii
- Lepadogaster lepadogaster
- Lepidopus caudatus
- Lepidorhombus whiffiagonis
- Lepomis gibbosus
- Lesueurigobius friesii
- Lethenteron zanandreai
- Leucaspius delineatus
- Leuciscus aspius
- Leuciscus idus
- Leuciscus leuciscus
- Leucoraja circularis
- Leucoraja fullonica
- Leucoraja naevus
- Leucos aula
- Lichia amia
- Lipophrys trigloides
- Lithognathus mormyrus
- Liza aurata
- Liza saliens
- Lobianchia dofleini
- Lobotes surinamensis
- Lophius budegassa
- Lophius piscatorius
- Lophotus lacepede

## M
- Maurolicus muelleri
- Merlangius merlangus
- Merluccius merluccius
- Microchirus ocellatus
- Microchirus variegatus
- Microlipophrys adriaticus
- Microlipophrys canevae
- Microlipophrys dalmatinus
- Microlipophrys nigriceps
- Micromesistius poutassou
- Millerigobius macrocephalus
- Misgurnus fossilis
- Mobula mobular
- Molva dypterygia
- Monochirus hispidus
- Mora moro
- Mullus barbatus barbatus
- Mullus surmuletus
- Muraena helena
- Mustelus asterias
- Mustelus mustelus
- Mustelus punctulatus
- Mycteroperca rubra
- Myctophum punctatum
- Myliobatis aquila

## N
- Naucrates ductor
- Neogobius fluviatilis
- Nerophis maculatus
- Nerophis ophidion

## O
- Oblada melanura
- Odondebuenia balearica
- Odontaspis ferox
- Oedalechilus labeo
- Oncorhynchus mykiss
- Ophichthus rufus
- Ophidion barbatum
- Ophisurus serpens
- Orcynopsis unicolor
- Oxynotus centrina

## P
- Padogobius bonelli
- Pagellus acarne
- Pagellus bogaraveo
- Pagellus erythrinus
- Pagrus caeruleostictus
- Pagrus major
- Pagrus pagrus
- Parablennius gattorugine
- Parablennius incognitus
- Parablennius rouxi
- Parablennius sanguinolentus
- Parablennius tentacularis
- Parophidion vassali
- Pegusa lascaris
- Perca fluviatilis
- Petromyzon marinus
- Phoxinellus alepidotus
- Phoxinellus dalmaticus[7]
- Phoxinellus pseudalepidotus[8]
- Phoxinus lumaireul
- Phoxinus phoxinus
- Phycis blennoides
- Phycis phycis
- Platichthys flesus
- Polyprion americanus
- Pomatomus saltatrix
- Pomatoschistus bathi
- Pomatoschistus canestrinii
- Pomatoschistus knerii
- Pomatoschistus marmoratus
- Pomatoschistus minutus
- Pomatoschistus quagga
- Prionace glauca
- Proterorhinus semilunaris
- Pseudaphya ferreri
- Pseudocaranx dentex
- Pteromylaeus bovinus

## R
- Raja asterias
- Raja clavata
- Raja miraletus
- Raja montagui
- Raja polystigma
- Raja radula
- Ranzania laevis
- Rhinobatos cemiculus
- Rhinobatos rhinobatos
- Rhinoptera marginata
- Rhodeus amarus
- Rhodeus sericeus
- Romanogobio kesslerii
- Romanogobio uranoscopus
- Rostroraja alba
- Rutilus basak
- Rutilus rutilus
- Ruvettus pretiosus

## S
- Sabanejewia balcanica
- Salaria basilisca
- Salaria fluviatilis
- Salaria pavo
- Salmo dentex
- Salmo farioides
- Salmo obtusirostris
- Salmo trutta
- Salmo zrmanjaensis
- Sander lucioperca
- Sarda sarda
- Sardinella aurita
- Sarpa salpa
- Scardinius dergle
- Scardinius erythrophthalmus
- Scardinius plotizza
- Sciaena umbra
- Scomber scombrus
- Scomberesox saurus
- Scophthalmus maximus
- Scophthalmus rhombus
- Scorpaena elongata
- Scorpaena maderensis
- Scorpaena notata
- Scorpaena porcus
- Scorpaena scrofa
- Scyliorhinus canicula
- Scyliorhinus stellaris
- Seriola dumerili
- Serranus cabrilla
- Serranus hepatus
- Serranus scriba
- Siganus rivulatus
- Silurus glanis
- Solea solea
- Somniosus rostratus
- Sparus aurata
- Sphyrna mokarran
- Spicara maena
- Spondyliosoma cantharus
- Sprattus sprattus
- Squalius cephalus
- Squalius illyricus
- Squalius janae
- Squalius microlepis
- Squalius svallize
- Squalius tenellus
- Squalius zrmanjae
- Squalus acanthias
- Squalus blainville
- Squatina oculata
- Squatina squatina
- Stomias boa boa
- Symphodus cinereus
- Symphodus doderleini
- Symphodus mediterraneus
- Symphodus melops
- Symphodus ocellatus
- Symphodus roissali
- Symphodus rostratus
- Symphodus tinca
- Syngnathus abaster
- Syngnathus acus
- Syngnathus phlegon
- Syngnathus typhle
- Synodus saurus

## T
- Telestes croaticus
- Telestes dabar[9]
- Telestes fontinalis
- Telestes karsticus
- Telestes metohiensis
- Telestes miloradi[9]
- Telestes polylepis
- Telestes souffia
- Telestes turskyi
- Telestes ukliva
- Tetrapturus belone
- Thorogobius ephippiatus
- Thorogobius macrolepis
- Thunnus thynnus
- Thymallus thymallus
- Tinca tinca
- Torpedo marmorata
- Torpedo nobiliana
- Torpedo torpedo
- Trachinotus ovatus
- Trachinus draco
- Trachipterus trachypterus
- Trachurus mediterraneus
- Trachurus picturatus
- Trachurus trachurus
- Trichiurus lepturus
- Trigloporus lastoviza
- Tripterygion melanurum

## U
- Umbra krameri
- Umbrina cirrosa

## V
- Vinciguerria poweriae

## X
- Xiphias gladius

## Z
- Zebrus zebrus
- Zeugopterus regius
- Zeus faber
- Zingel streber
- Zosterisessor ophiocephalus[10]